# Brizlee Tower
Brizlee Tower (nogle gange stavet Brislee Tower) er et folly, der er opstillet på toppen af en bakke i Hulne Park, der er den park som hertugen af Northumberlands land i Alnwick, Northumberland. Tårnet blev opført i 1781 for Hugh Percy, 1. hertug af Northumberland, og det giver udsigt over det nordlige Northumberland og den skotske grænse. Bygningen tegnet af enten Robert Adam eller hans bror John Adam, og den er fredet af 1. grad.
55°25′35″N 1°45′07″V / 55.42636°N 1.75186°V